# Per Lundkvist
Per Inge Ingesson Lundkvist, född 26 maj 1916 i Karlstad, död 27 oktober 1999 i Nynäshamn, var en svensk musikdirektör, pianist, dirigent, kompositör och sångtextförfattare. 
Lundkvist började sin musikaliska bana vid 17 års ålder som musikvolontär vid Livregementets husarer (K 3) 1933. Under studietiden på Musikaliska Akademien på 1940-talet bildade Lundkvist Arionkvartetten, en sånggrupp som turnerade både hemma och utomlands under några år. 1940–42 var Lundkvist verksam som repetitör på Kungliga Operan och Operahögskolan. Per Lundkvist debuterade som dirigent på Sveriges Radio 1940; han dirigerade både Varietéorkestern och Underhållningsorkestern. Han var också organist och körledare samt även rektor för musikskolan en period. Lundkvist har skrivit ett 20-tal orkestersviter, två pianokonserter, körverk, barnvisor, tonsatt dikter av bl. a. Bo Bergman och Erik Axel Karlfeldt samt skrivit solostycken och marscher. Det finns cirka 250 registrerade verk av Per Lundkvist. Ett 20-tal skivinspelningar blev det också, med solister som Rolf Björling, Conny Söderström och Raymond Björling samt 1996 en CD med Stockholms musikkår Tre Kronor, Nils-Gunnar Burlin och med Robert Wells vid pianot.

## Filmmusik
- 1956 – Den tappre soldaten Jönsson
- 1995 – Lamahado (ett samiskt teateräventyr)